# Юргорден (хокейний клуб)

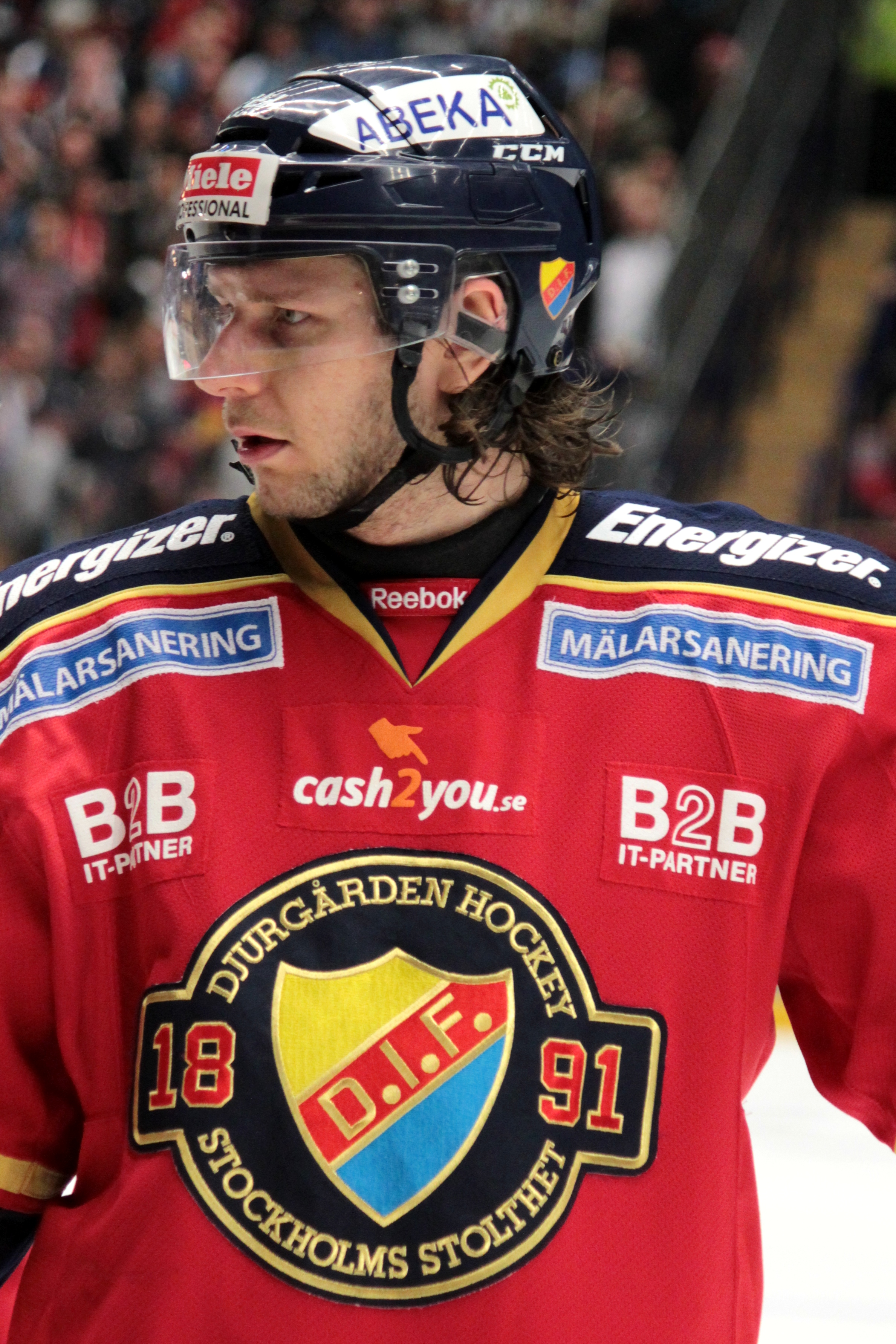
Андреас Гольмквіст

Хокейний клуб «Юргорден» (швед. Djurgårdens IF Ishockeyförening) — хокейний клуб з м. Стокгольм, Швеція. Заснований як хокейна секція спортивного клубу «Юргорден» у 1922 році. Виступає у чемпіонаті Шведській хокейній лізі.

## Досягнення
Чемпіон Швеції (17): 1924, 1926, 1950, 1954, 1955, 1958, 1959, 1960, 1961, 1962, 1963, 1983, 1989, 1990, 1991, 2000, 2001.
Срібний призер (20): 1923, 1924, 1926, 1927, 1950, 1954, 1955, 1979, 1983, 1984, 1985, 1989, 1990, 1991, 1992, 1998, 2000, 2001, 2010, 2019. 
Володар Кубка європейських чемпіонів (2): 1991, 1992.

## Арена
Домашні ігри команда проводить на «Глобен-Арені» (8,240). Офіційні кольори клубу жовтий, червоний і синій.

## Найсильніші гравці різних років
- Воротарі: І. Юганссон, Т. Бйоркман, Рольф Ріддервалль, Т. Седерстрем, Т. Естлунд;
- Захисники: Ж. Ліндгрен, Лассе Бйорн, Роланд Стольтц, Л. Свенссон, Т. Юнссон, Томас Ерікссон, М. Тельвен, Т. Альбелін, Й. Елінг, К. Кеннгольт, А. Блумстен, Р. Нурдмарк, Маркус Рагнарссон, А. Гольмквіст;
- Нападаники: Й. Юганссон, С. Тумба-Юганссон, Ганс Твіллінг, Стіг Твіллінг, К.-Й. Еберг, Х. Мільд, Б. Пальмквіст, Андерс Гедберг, Гокан Седергрен, Томмі Мерт, П. А. Вікстрем, Л. Мулін, К. Нільссон, Мікаель Юганссон, Юган Гарпенлев, М. Юганссон, М. Сундін, Чарлз Берглунд, Ян Вікторссон, Андерс Хууско, Ерік Хууско, Ніклас Фальк, П. Челльберг, Г. Ландескуг.

Найбільших успіхів в «Юргордені» добились тренери А. Стремберг, Л. Борк, Б. У. Нурдландер і Е. Мееття.